# Jazylkový oblouk

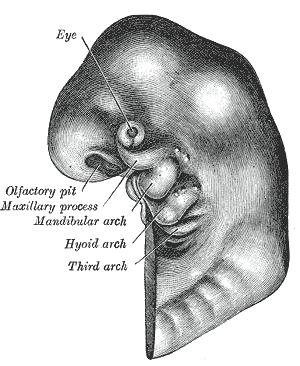
Lidské embryo ve stadiu, kdy jsou patrné žaberní oblouky. Vyznačen jazylkový oblouk („hyoid arch“)

Jazylkový oblouk (též hyoidní oblouk, latinsky arcus hyoideus) je strukturně významný žaberní oblouk obratlovců; při výčtu všech devíti původních oblouků se označuje jako čtvrtý (IV.), velmi často se však o něm uvažuje jako o druhém žaberním oblouku (první dva jsou u většiny obratlovců zcela redukované).
Jazylkový oblouk je u moderních obratlovců pozměněn a neplní tedy svou původní funkci (jíž byla opora pro pás žaberních paprsků):
- Jeho horní část (tzv. epibranchiale) jazylkového oblouku se v evoluci mění na tzv. hyomandibulu, mohutný element, jenž se u rybovitých obratlovců napřahuje od lebečního foramen ovale až k palatoquadratu. U suchozemských obratlovců se hyomandibula mění na collumelu, resp. třmínek v dutině středního ucha, což není nic jiného než přeměněná bývalá dutina žaberní štěrbiny, která dokonce stále komunikuje s hltanem (dutinou známou jako Eustachova trubice).[1]
- Spodní část jazylkového oblouku se u suchozemských obratlovců podílí (společně s dalším obloukem a s basobranchiale mezi nimi) na stavbě jazylky.[1]